# Minián Yirúng
Minián Yirúng (Minhagirun, Minyã Yirúgn, Minhagiran, Minhajiruns), pleme američkih Indijanaca koje je nekada obitavalo na području današnje brazilske države Espirito Santo, na rijeci rio Pancas. Jezično su pripadali porodici botocudo a srodni su im Gut-Craque iz Minas Geraisa.
Neke njihove mitove zapisao je Curt Nimuendajú.